# Ivan Vorobev
Pour les articles homonymes, voir Vorobev.
Ivan Vorobev, né le 16 juillet 1988, est un judoka russe en activité évoluant dans la catégorie des moins de 81 kg. 

## Biographie
Aux Championnats du monde de judo 2013 à Rio de Janeiro, il remporte la médaille de bronze, ce qui constitue son premier podium dans une compétition internationale majeure.

## Palmarès
| Année | Compétition           | Lieu           | Résultat | Catégorie      |
| ----- | --------------------- | -------------- | -------- | -------------- |
| 2013  | Championnats du monde | Rio de Janeiro | 3e       | Moins de 81 kg |